# Mały Podleś
Mały Podleś (dodatkowa nazwa w j. kaszub. Môłi Pòdles) – wieś kaszubska w Polsce na Pojezierzu Kaszubskim, położona w województwie pomorskim, w powiecie kościerskim i gminie Kościerzyna.
W latach 1975–1998 miejscowość położona była w województwie gdańskim.
Sołectwo zajmuje obszar 272,21 ha.
Inne miejscowości o nazwie Podleś: Nowy Podleś, Wielki Podleś, Podlesie.

## Nazwy źródłowe miejscowości
Małe Podlesie, kaszb. Môłe Podlese